# Steve Cochran
Pour les articles homonymes, voir Cochran.
Steve Cochran est un acteur américain né le 25 mai 1917 à Eureka (Californie) et mort le 15 juin 1965 au large du Guatemala sur l'océan Pacifique.

## Biographie

### Jeunesse et études
Robert Alexander Cochran naît le 25 mai 1917 à Eureka en Californie de Robert Cochran, charpentier, et Jessie Rose Cochran. Il grandit à Laramie dans le Wyoming où il travaille très jeune comme cow-boy et porteur de bagages à la gare locale, avant d'entamer des études à l' Université du Wyoming où il intègre l'équipe de basket, dont il est rapidement exclu pour manque d'assiduité, puis la troupe de théâtre. Il abandonne en 1937 l'université pour tenter une carrière à Hollywood. Un souffle au coeur lui vaut d'être réformé lors de la Seconde Guerre mondiale.

## Carrière
Steve Cochran fait ses débuts professionnels en décembre 1943 aux côtés de Constance Bennett dans une tournée de la pièce Without Love de Philip Barry. Il apparaît l'année suivante dans la pièce Hickory Stick de Murray Burnett et Frederick Stephani à Broadway. levé au rang de séducteur grâce au cinéma, il se produira à nouveau sur scène en 1949 face à Mae West.
De 1945 à 1965, sous contrat avec Samuel Goldwyn puis la Warner, Steve Cochran apparaît dans quarante films, majoritairement américains (plus deux films britanniques et deux coproductions).
À ses débuts notamment, Cochran joue sur le registre de la fantaisie, que ce soit dans la comédie — Le Laitier de Brooklyn de Norman Z. McLeod (1946) avec Danny Kaye et Virginia Mayo, dont il est un faire valoir régulier —  ou le film musical (Le Joyeux Phénomène, Copacabana (1947) avec Groucho Marx et Carmen Miranda, Si bémol et Fa dièse de Howard Hawks  (1948) écrit par Billy Wilder, The Desert Song (1953) avec Kathryn Grayson et Gordon MacRae, etc.
L'acteur s'illustre aussi dans le drame et notamment le film noir : L'Évadée (1946) avec Michèle Morgan, L'enfer est à lui de Raoul Walsh (1949), où il est le rival de James Cagney, L'Esclave du gang (1950) avec Joan Crawford, Ici brigade criminelle de Don Siegel (1954), avec Ida Lupino,  I, Mobster de Roger Corman (1958), Les Beatniks (1959) écrit par Richard Matheson, avec Mamie Van Doren, Ray Danton et Louis Armstrong, etc.
Abonné aux rôles de brutes (chef de bande, membre du Ku Klux Klan), il apparaît parallèlement dans d'autres genres : western (Dallas, ville frontière de Stuart Heisler avec Gary Cooper, New Mexico de Sam Peckinpah), films biographiques (Le Chevalier du stade avec Burt Lancaster dans le rôle de Jim Thorpe), films de guerre, etc., côtoyant par ailleurs Rock Hudson ou Anne Baxter.
Steve Cochran participe au classique de William Wyler, Les Plus Belles Années de notre vie (1946), mais un de ses films les plus connus est Le Cri (1957), drame italo-américain de Michelangelo Antonioni, avec Alida Valli et Betsy Blair.
À la télévision, Cochran apparaît dans plus d'une vingtaine de séries entre 1949 et 1965.

### Mort
En 1965, Steve Cochran tourne Tell Me in the Sunlight, dont il est également réalisateur, scénariste et producteur (unique expérience à ces titres). En juin de cette même année, il embarque avec trois jeunes femmes mexicaines sur son voilier pour rejoindre le Costa Rica depuis Acapulco. Pris dans une tempête, le voilier perd un de ses mats et Cochran tombe malade. Il meurt deux jours plus tard, le 15 juin 1965, à l'âge de 48 ans, d'une infection pulmonaire aiguë. Les jeunes femmes ne sont secourues que dix jours plus tard, alors que le bateau dérive au large des côtes du Guatemala, forcées de cohabiter dans l'intervalle avec le corps en décomposition,,. 
Il est enterré à Monterey en Californie.

### Vie privée
Steve Cochran a été marié et a divorcé à trois reprises :
- du 3 avril 1938 au 2 octobre 1946 avec l'actrice Florence Gilbert Lockwood, dont il a eu une fille, Xandra ;
- du 19 février 1947 au 17 décembre 1948 avec l'actrice Fay McKenzie ;
- du 18 mars 1961 à sa mort avec Hedda Jonna Jensen.

Coureur de jupons notoire, il fait régulièrement la une des tabloïds en raison de sa vie privée tumultueuse. Dans son autobiographie Playing the Field : My Story (1987), Mamie Van Doren décrit leur vie sexuelle en détail. 

### Hommages
Pour sa contribution au cinéma, une étoile est inaugurée le 8 février 1960 sur le Walk of Fame face au 1750 Hollywood Boulevard.

## Théâtre
- 1944 : Hickory Stick de Fredrick Stephani et Murray Bennett, avec Richard Basehart, Broadway
- 1949 : Diamond Lil d'après une pièce de Jack Linder, adaptation de (et avec) Mae West, Broadway

## Filmographie

### Cinéma

#### En tant qu'acteur

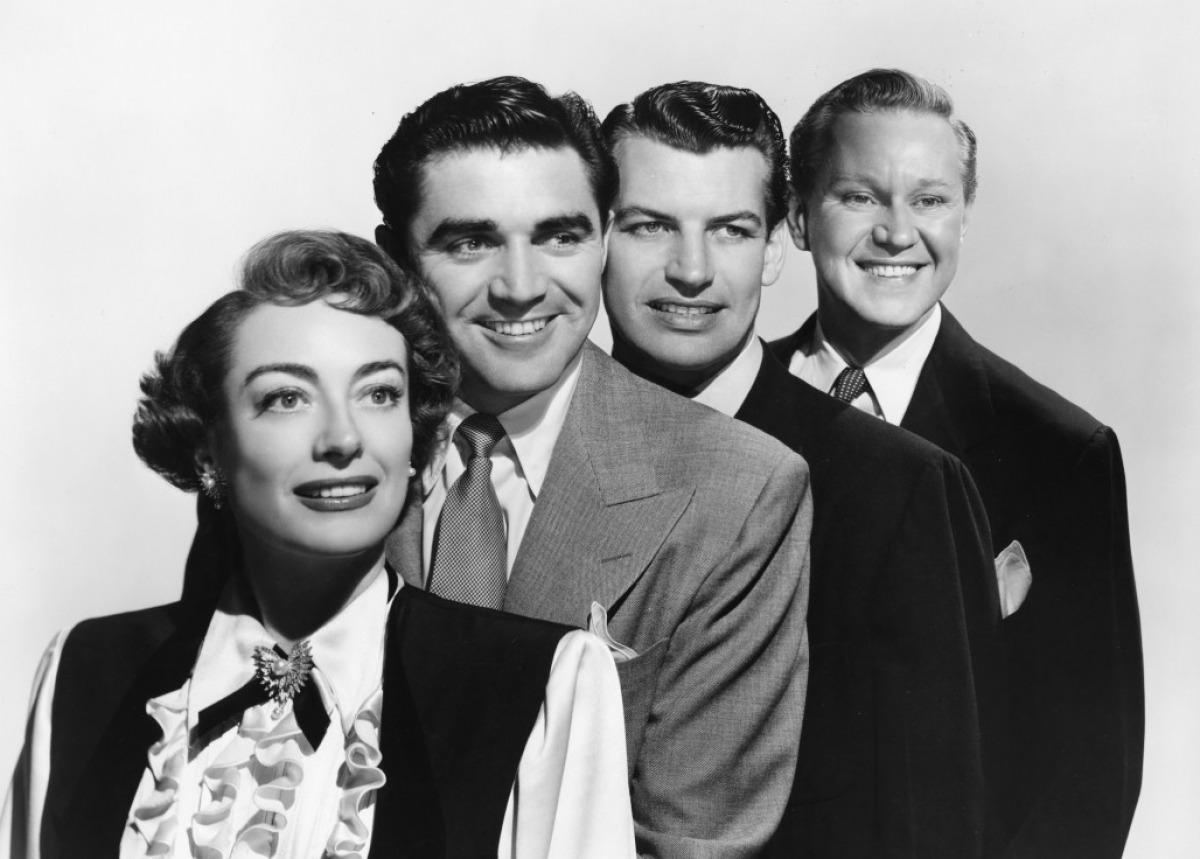
Photo promotionnelle pour L'Esclave du gang (1950). De gauche à droite : Joan Crawford, Steve Cochran, Richard Egan et David Brian.

- 1945 : Le Faux Assassin (en) d'Arthur Dreifuss : Jack Higgins
- 1945 : Le Joyeux Phénomène (Wonder Man) de H. Bruce Humberstone : Ten Grand Jackson
- 1945 : Rendez-vous avec la mort (en) d'Arthur Dreifuss : Jimmy Cook
- 1945 : La Séduisante Señorita (en) d'Arthur Dreifuss : Tomas Obrion dit Tim O'Brien
- 1946 : Les Plus Belles Années de notre vie (The Best Years of Our Lives) de William Wyler : Cliff
- 1946 : L'Évadée (The Chase) de Arthur Ripley : Eddie Roman
- 1946 : Le Laitier de Brooklyn (The Kid from Brooklyn) de Norman Z. McLeod : Speed McFarlane
- 1947 : Copacabana de Alfred E. Green : Steve Hunt
- 1948 : Si bémol et Fa dièse (A Song Is Born) de Howard Hawks : Tony Crow
- 1949 : L'enfer est à lui (White Heat) de Raoul Walsh : Big Ed Somers
- 1950 : Dallas, ville frontière (Dallas) de Stuart Heisler : Bryant Marlow
- 1950 : Témoin de la dernière heure (Highway 301) de Andrew L. Stone : George Legenza
- 1950 : L'Esclave du gang (The Damned Don't Cry) de Vincent Sherman : Nick Prenta
- 1951 : Les tanks arrivent (en) (The Tanks Are Coming) de D. Ross Lederman et Lewis Seiler : Francis Aloysius Sullivan
- 1951 : Le Chevalier du stade (Jim Thorpe – All-American) de Michael Curtiz : Peter Allendine
- 1951 : Les Amants du crime (Tomorrow is Another Day) de Felix E. Feist : Bill Clark / Mike Lewis
- 1951 : L'Impasse de la mort (en) (Raton Pass) de Edwin L. Marin : Cy Van Cleave
- 1951 : Storm Warning de Stuart Heisler : Hank Rice
- 1951 : Inside the Walls of Folsom Prison (en) de Crane Wilbur : Chuck Daniels
- 1952 : Le Lion et le Cheval (en) (The Lion and the House) de Louis King : Ben Kirby
- 1952 : Opération secrète (en) (Operation Secret) de Lewis Seiler : Marcel Brevoort

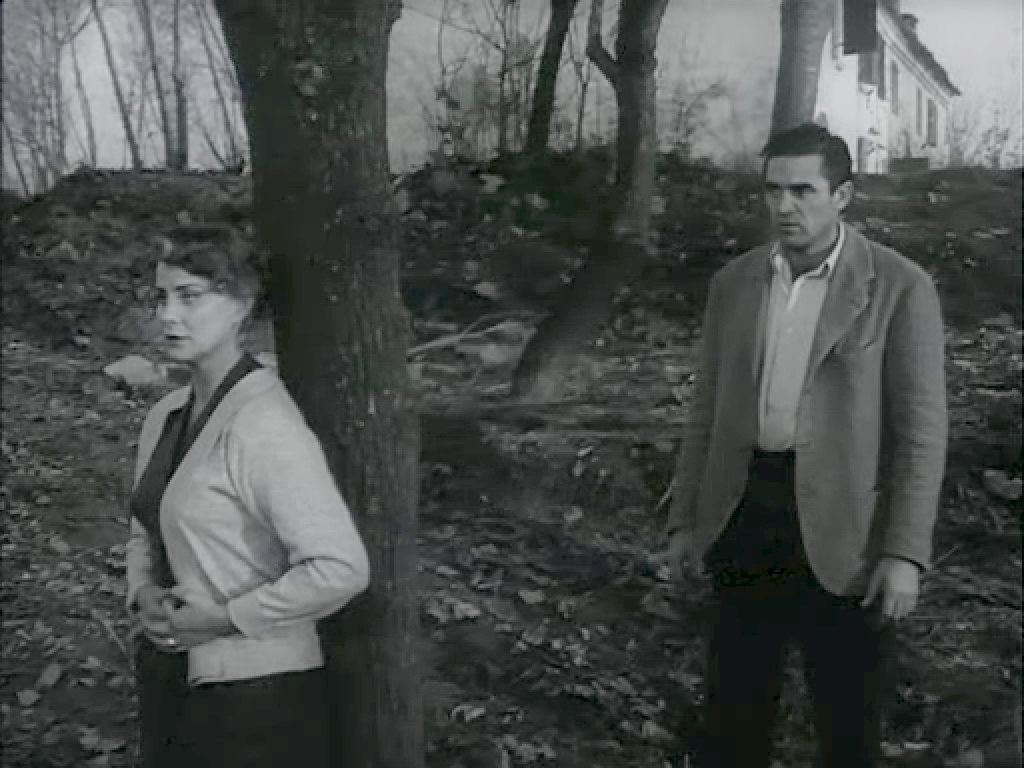
Avec Alida Valli dans Le Cri (1957)

- 1953 : Catherine et son amant (She's Back on Broadway) de Gordon Douglas : Rick Sommers
- 1953 : Le Nouveau Chant du désert (The Desert Song) de H. Bruce Humberstone : Claude Fontaine
- 1953 : Le Justicier impitoyable (Back to God's Country) de Joseph Pevney : Paul Blake
- 1953 : Marais maudits (en) (Shark River) de John Rawlins : Dan Webley
- 1954 : Ceux du voyage (Carnival Story) de Kurt Neumann : Joe Hammond
- 1954 : Ici brigade criminelle (Private Hell 36) de Don Siegel : Cal Bruner
- 1956 : Celui qu'on n'attendait plus (Come Next Spring) de R. G. Springsteen : Matt Ballot
- 1957 : Le Cri (Il grido) de Michelangelo Antonioni : Aldo
- 1957 : Calomnie (Slander) de Roy Rowland : H.R. Manley
- 1957 : Scotland Yard appelle FBI (en) (The Weapon) de Val Guest  :
- 1958 : Gangster no 1 (I, Mobster) de Roger Corman : Joe Sante
- 1958 : Les Pillards du Kansas (Quantrill's Raiders) de Edward Bernds : Alan Wescott
- 1959 : Le témoin doit être assassiné (The Big Operator) de Charles F. Haas : Bill Gibson
- 1959 : Les Beatniks (The Beat Generation) de Charles F. Haas : Dave Culloran
- 1961 : New Mexico (The Deadly Companions) de Sam Peckinpah : Billy Keplinger
- 1963 : Le Jardin de mes amours (en) (Of Love and Desire) de Richard Rush : Steve Corey
- 1964 : Le Secret de la liste rouge (Mozambique) de Robert Lynn : Brad Webster
- 1967 : Tell Me in the Sunlight (en) de Steve Cochran : Dave - également producteur et scénariste (posth.)

### Télévision

#### Téléfilm
- 1960 : The Renegade de Rudolph Maté : Rory O'Neill

#### Séries télévisées
- 1949 : The Philco Television Playhouse : Dinner at Antoine's (1.25) de Fred Coe
- 1949 : NBC Presents, épisode Tin Can Skipper
- 1959 : La Quatrième Dimension, épisode Je sais ce qu'il vous faut (1.12) d'Alvin Ganzer : Fred Renard
- 1960-1961 : Les Incorruptibles, épisodes Le Gang pourpre (2.7) et Cognac trois étoiles (2.32) de Walter Grauman : Nate Kester / Eddie Fletcher
- 1962 : Le Virginien, épisode West (1.10) de Douglas Heyes : Jamie Dobbs
- 1963 : Route 66, épisode Shall Forfeit his Dog and Ten Shillings to the King (3.20) de Tom Gries : Hank Saxon
- 1964 : Les Aventuriers du Far West (Death Valley Days), épisode The Westside of Heaven (12.16) : père Patrick Manogue
- 1964-1965 : L'Homme à la Rolls (Burke's Law), épisodes Who killed WHO IV ? (1.27) de Don Weis, Who killed the Tall One in the Middle ? (2.10) et Who killed the Rest ? (2.25) de Don Weis : Fletcher Seamway / Phil Ross / St. John Carlisle
- 1965 : Bonanza, épisode The Trap (6.26) de William Witney : Burk Shannon